# Степановка (Подольский район)
Степановка (укр. Степанівка) — село, относится к Подольскому району Одесской области Украины.
Население по переписи 2001 года составляло 19 человек. Почтовый индекс — 66371. Телефонный код — 4862. Занимает площадь 0,14 км². Код КОАТУУ — 5122986005.

## Местный совет
66371, Одесская обл., Подольский р-н, с. Петровка